# WCW World Six-Man Tag Team Championship
El WCW World Six-Man Tag Team Championship fue un campeonato de lucha libre profesional de la empresa World Championship Wrestling en 1991. 
Este campeonato era defendido en tríos, a diferencia del común de los campeonatos por equipos.

## Lista de campeones
| Luchadores:                                                                 | Reinados juntos: | Derrotaron a:                       | Fecha:                | Lugar:              |
| --------------------------------------------------------------------------- | ---------------- | ----------------------------------- | --------------------- | ------------------- |
| Tommy Rich (1), Ricky Morton (1) y Junkyard Dog (1)                         | 1                | Dutch Mantel, Buddy Landell y Dr. X | 17 de febrero de 1991 | Atlanta, Georgia    |
| Fabulous Freebirds (Michael Hayes (1), Jimmy Garvin (1) y Badstreet (1))    | 1                | Tommy Rich y Junkyard Dog           | 3 de junio de 1991    | Birmingham, Alabama |
| Dustin Rhodes (1), Big Josh (1) y Tom Zenk (1)                              | 1                | Fabulous Freebirds                  | 5 de agosto de 1991   | St. Joseph, Misuri  |
| York Foundation (Terrance Taylor (1), Richard Morton (1) y Thomas Rich (1)) | 1                | Dustin Rhodes, Big Josh y Tom Zenk  | 8 de octubre de 1991  | Montgomery, Alabama |
| Abandonado                                                                  | N/A              | Título retirado                     | Noviembre de 1991     | N/A                 |